# Beatriz Gomes
Beatriz Branquinho Gomes (Coímbra, 31 de diciembre de 1979) es una deportista portuguesa que compitió en piragüismo en las modalidades de aguas tranquilas y maratón. Ganó una medalla de bronce en el Campeonato Mundial de Piragüismo de 2009, en la prueba de K4 200 m, y una medalla de bronce en el Campeonato Europeo de Piragüismo de 2012, en la prueba de K2 200 m.
En la modalidad de maratón, obtuvo cuatro medallas en el Campeonato Mundial entre los años 2004 y 2009, y una medalla en el Campeonato Europeo de 2005.

## Palmarés internacional

### Piragüismo en aguas tranquilas
| Campeonato Mundial | Campeonato Mundial | Campeonato Mundial | Campeonato Mundial |
| Año                | Lugar              | Medalla            | Competición        |
| ------------------ | ------------------ | ------------------ | ------------------ |
| 2009               | Dartmouth (Canadá) | Medalla de bronce  | K4 200 m           |
| Campeonato Europeo |                    |                    |                    |
| Año                | Lugar              | Medalla            | Competición        |
| 2012               | Zagreb (Croacia)   | Medalla de bronce  | K2 200 m           |

### Piragüismo en maratón
| Campeonato Mundial | Campeonato Mundial            | Campeonato Mundial | Campeonato Mundial |
| Año                | Lugar                         | Medalla            | Competición        |
| ------------------ | ----------------------------- | ------------------ | ------------------ |
| 2004               | Bergen (Noruega)              | Medalla de plata   | K1                 |
| 2006               | Trémolat (Francia)            | Medalla de bronce  | K1                 |
| 2009               | Vila Nova de Gaia (Portugal)  | Medalla de oro     | K1                 |
| 2009               | Vila Nova de Gaia (Portugal)  | Medalla de bronce  | K2                 |
| Campeonato Europeo |                               |                    |                    |
| Año                | Lugar                         | Medalla            | Competición        |
| 2005               | Týn nad Vltavou ( Rep. Checa) | Medalla de plata   | K1                 |